# 芳賀茂元
芳賀 茂元（はが しげもと、1887年（明治20年）12月2日 - 1948年（昭和23年）5月18日）は、大正から昭和時代前期の政治家、実業家。貴族院多額納税者議員。旧制専門学校経営者。前名は茂。

## 経歴
芳賀善一郎の二男として福岡県遠賀郡（現北九州市）に生まれ、芳賀善次郎の養子となり、1927年（昭和2年）前名を改め翌年家督を相続する。福岡県立東筑中学校を卒業し、1909年（明治42年）八幡市役所に奉職する。同市農会副会長、福岡県消防協会理事、九州土地相談役などを歴任する。
のち、福岡県多額納税者として補欠選挙で貴族院議員に互選され、1932年（昭和7年）3月8日から同年9月28日まで在任した。この間、同年ジュネーブで行われた第28回列国議会同盟会議やベルギーのオーステンデで行われた万国議院商事会議評議員会に出席した。
1933年（昭和8年）桜麦酒代表取締役に就任し、波多野鉄工所取締役、十七銀行（現福岡銀行）監査役なども務めた。1939年（昭和14年）財団法人弘文学舎(九州専門学校の母体)を設立した。1940年には1930年開校した九州法学校の流れをくむ九州専門学校を戸畑市大字中原(現在の八幡東区八王寺町)に開校して理事長に就任した。1944年（昭和19年）文部省命により九州専門学校が福岡高等商業学校（福岡大学前身校）に統合されたため、財団法人を解散して不動産の全てを福岡県に寄付した。戦後、1946年（昭和21年）財団法人芙蓉高等女学校の理事長に就任した。